# Carrobbio (cognome)
Carrobbio è un cognome di lingua italiana.

## Varianti
Il cognome non presenta varianti.

## Origine e diffusione
Cognome tipicamente lombardo, è presente prevalentemente nella milanese.
Potrebbe derivare dal latino quadrivium, "incrocio di quattro strade", ed essere affine ai cognomi Strada, Treviso e Trivulzio; alternativamente potrebbe derivare dal latino carrivium, "strada per i carri", ed essere quindi altresì affine al cognome Carraro.